# Teboulba
Teboulba o Téboulba (àrab: طـبـلـبـة, Ṭabulba) és una ciutat de la costa de Tunísia, a la governació de Monastir, situada uns 24 km al sud-est de la ciutat de Monastir. La municipalitat té 31.154 habitants.

## Economia
Compta amb estació de ferrocarril, port de pesca i centre de comercialització dels productes agrícoles de l'horta de la rodalia.
Pel seu territori hi passa el Oued Nebhana, l'aprofitament intensiu del qual, juntament amb la màxima explotació dels pous, permet el rec de les plantacions d'horta.
El seu port pesquer, situat 1 km al nord-oest de la ciutat, és el quart del país.
El govern hi va instal·lar una zona industrial on es concentren algunes empreses, principalment de la indústria auxiliar de l'automòbil i del tèxtil, inclosos fils sintètics.

## Geografia
Al sud de la ciutat, a uns 2 km, es troba la llacuna salada o sabkha de Moknine.

## Administració
És el centre de la delegació o mutamadiyya homònima, amb codi geogràfic 32 60 (ISO 3166-2:TN-12), dividida en cinc sectors o imades:
- Houmet Essouk (32 60 51)
- El Fadhline (32 60 52)
- El Aïaïcha (32 60 53)
- Sokrine (32 60 54)
- Bou-driss (32 60 55)

Al mateix temps, forma una municipalitat o baladiyya (codi geogràfic 32 33).